# Bradysia subfungicola
Bradysia subfungicola is een muggensoort uit de familie van de rouwmuggen (Sciaridae). De wetenschappelijke naam van de soort is voor het eerst geldig gepubliceerd in 1989 door Mohrig & Mamaev.